# Serhij Skaczenko
Serhij Wiktorowycz Skaczenko, ukr. Сергій Вікторович Скаченко, ros. Сергей Викторович Скаченко, Sergiej Wiktorowicz Skaczenko (ur. 18 listopada 1972 w Pawłodarze, Kazachska SRR) – ukraiński piłkarz, grający na pozycji napastnika, reprezentant Ukrainy, trener piłkarski.

## Kariera piłkarska

### Kariera klubowa
Wychowanek Szkoły Piłkarskiej Traktoru Pawłodar, w którym w 1989 rozpoczął karierę piłkarską. W 1991 przeszedł do Metalista Charków. W 1992 zaproszony do Torpeda Moskwa, skąd następnego roku powrócił do Ukrainy i bronił barw klubu Temp Szepietówka. W 1994 został piłkarzem Dynama Kijów, a dwa lata później został sprzedany do koreańskiego klubu Anyang LG Cheetahs. Po występach w Chunnam Dragons powrócił do Torpeda Moskwa. W 1999 przeniósł się do FC Metz, ale po stracie miejsca w podstawowym składzie został wypożyczony kolejno do klubów Neuchâtel Xamax, Torpedo Moskwa oraz Sanfrecce Hiroszima. W 2003 wypożyczony do FC Aarau, ale po czterech meczach powrócił do Ukrainy, gdzie został piłkarzem klubu Karpaty Lwów. Jednak w sezonie tylko 2 razy wychodził na boisko, dlatego w 2004 przeniósł się do Turanu Tovuz, a w 2005 zakończył w nim karierę piłkarską.

### Kariera reprezentacyjna
25 maja 1994 debiutował w reprezentacji Ukrainy w meczu towarzyskim z Białorusią, wygranym 3:1.

## Kariera trenerska
Po zakończeniu kariery zawodniczej od 2006 pracował w zespole Torpeda Moskwa, trenując dzieci 1992 r.ur.

## Sukcesy i odznaczenia

### Sukcesy klubowe
- mistrz Ukrainy: 1995

### Sukcesy indywidualne
- wybrany do listy 33 najlepszych piłkarzy Ukrainy: 1999 (nr 2).